# Ghostbusters: The Video Game
Ghostbusters: The Video Game é um jogo eletrônico baseado na franquia de filmes Ghostbusters, desenvolvido para o Nintendo DS, PC, PlayStation 2, PlayStation 3, Wii, Xbox 360 e PSP, publicado pela Atari. As versões de PC, PlayStation 3, e Xbox 360 foram desenvolvidas pela Terminal Reality, enquanto as versões do Nintendo DS, PlayStation 2, Wii, e PSP foram desenvolvidas pela Red Fly Studio.

## Jogabilidade
Cada versão terá uma jogabilidade diferenciada: Xbox 360, PC e PS3 terão gráficos realistas e maior foque no modo singleplayer; as versões do Wii, PS2, DS e PSP terão um visual com estilo cartoon. Ao contrário da notícia anunciada anteriormente, a versão de PS2 não terá modo multiplayer.

## História
Manhattan é mais uma vez infestada por fantasmas e outras criaturas sobrenaturais. Novos recrutas se inscrevem para a famosa equipe dos "Ghostbusters" , eles devem combater e capturar, equipados com uma variedade de armas e gadgets, um exército de fantasmas e demônios, tendo como tarefa salvar a cidade de Nova Iorque da invasão paranormal.